# Rocky Hill (Connecticut)
Rocky Hill – miasto w Stanach Zjednoczonych, w stanie Connecticut, w hrabstwie Hartford.